# 易慧
易慧（1984年11月7日—），汉族，中國大陆歌手，毕业於星海音乐学院，2005年参加湖南卫视《超级女声》获得广州亚军、全国第八名，从而踏入演艺圈，出道至今，发行1张专辑，2本书。

## 主要经历
- 1984年，出生于湖南省湘西州慈利县一个普通农民家庭；
- 2002-2006年，就读于星海音乐学院流行演唱专业本科班；
- 2005年，参加湖南卫视《2005超级女声》获得广州亚军、全国第八名[1]，从此踏入演艺圈；
- 2006年，发行单曲《我不要失败》，并参与超级女声全国12大城市巡回演唱会；
- 2007年，解约天娱传媒，参加光线传媒举办的选秀比赛《风云新人》获得总决赛第六名[2]，发行首张ep专辑《阳光》[3]；
- 2008年，并发行第一本自传体书籍《只可意会》[4]；
- 2009年，发行第二本书籍《被风吹乱的夏天》；
- 2010年，参加东南卫视《星光大会》最终获得总决赛第六名[5]；
- 2011-2012年，参加各大卫视综艺节目录影[6][7]；
- 2013年，参加广西卫视《一声所爱大地飞歌》选秀比赛被淘汰[8]，后参加何洁婚礼[9]，再次进入大众视线。

## 個人生活
2015年5月30日，易慧宣布與已有一女的港籍副機長湯晨中宣布交往。湯晨中於1980年5月30日在香港出生，並與前女友育有一女。後兩人於同年8月在北京王府井文華東方酒店舉辦婚宴，隔天在北京領證結婚。2017年8月30日，易慧宣布已在8月2日產下一名男嬰，湯羽中，Titan Jared Tong。2020年6月2日，易慧晒出為繼女慶祝8歲生日的照片，蛋糕上寫著"Happy Birthday Princess Katalia"並發文："生日快樂寶貝若曦，感謝你來到我的世界，媽媽愛你".2021年12月4日，易慧宣布與丈夫已在上海的一間孤兒院領養一名一歲的女孩，並為其命名為湯薇影，Titania Kyra Tong。

## 音乐作品

### 专辑/EP
| 專輯   | 專輯資料                                                           | 曲目                                                             |
| ------ | ------------------------------------------------------------------ | ---------------------------------------------------------------- |
| 第一张 | 《阳光》 - 发行公司：欢唱网格 - 發行日期：2007-09-04 - 曲目数量：5 | 曲目 1. 不许不想我 2. 阳光 3. 我不要失败 4. 左耳 5. 非常非常想你 |

### 超女历程
- 广州唱区海选演唱曲目：《红颜》
- 广州唱区50进20演唱曲目：《假惺惺》
- 广州唱区20进10演唱曲目：《忘不了》
- 广州唱区10进7演唱曲目：《爱的初体验》
- 广州唱区7进5演唱曲目：《冲动》
- 广州唱区5进3演唱曲目：《星星》、《红颜》
- 全国10强突围赛第一场演唱曲目：《给我感觉》、《蓝色雨》
- 全国10强突围赛第二场演唱曲目：《不值得》、《美丽的一天》
- 全国总决选10进8第三场演唱曲目：《火美人》、《白月光》
- 全国总决选8进6第四场演唱曲目：《被遗忘的时光》、《掌声响起来》、《挪威的森林》人气不敌黄雅莉，止步六强

## 发行书籍
| 年份   | 名稱               | 作者 | 出版社           |
| ------ | ------------------ | ---- | ---------------- |
| 2008年 | 《只可意会》       | 易慧 | 万卷出版公司出版 |
| 2009年 | 《被风吹乱的夏天》 | 易慧 | 万卷出版公司出版 |